# 藤原大津
藤原 大津（ふじわら の おおつ）は、平安時代初期の貴族。藤原北家、右大臣・藤原内麻呂の九男。官位は正五位下・備前守。

## 経歴
嵯峨朝の大同5年（810年）18歳の時大舎人大允となり、常陸大掾・右近将監を経て、淳和朝の天長2年（825年）従五位下に叙爵する。翌天長3年（826年）備後守に任ぜられ地方官を務めるが、治績を上げ民に慕われたという。のち、天長9年（832年）大監物に遷ると、天長10年（833年）散位頭、承和元年（834年）左馬助と淳和朝末から仁明朝初頭にかけて京官を務めるが、承和3年（836年）信濃守として再び地方官に転じる。
承和9年（842年）6月神祇大副に任ぜられ、同年7月の承和の変においては山城国の宇治橋を守った。同年8月陸奥守に遷るが、この任官に関して大納言・右近衛大将・民部卿・陸奧出羽按察使の四官を兼帯していた甥・藤原良房が、同族で任務が同じ官職（陸奥出羽按察使と陸奥守）に就く嫌疑に当たる事等を理由に、自らの陸奧出羽按察使の兼帯を解くように言上するが許可されなかった。のち大津は左衛門佐を経て、承和11年（844年）従五位上・伊予守に叙任するが、伊予国では豊作となり民を富ませたという。
文徳朝でも嘉祥3年（850年）備前守と引き続き地方官を務め、仁寿元年（851年）には正五位下に叙せられている。仁寿4年（854年）10月9日卒去。享年63。最終官位は正五位下備前守。

## 人物
身長が低かったが、意気が軒高で、歩射が人並み外れて優れていた。また、地方官として優れた業績を残した。

## 官歴
『六国史』による。
- 大同5年（810年） 日付不詳：大舎人大允
- 時期不詳：正六位上。常陸大掾。右近将監
- 天長2年（825年） 正月4日：従五位下
- 天長3年（826年） 日付不詳：備後守
- 天長9年（832年） 日付不詳：大監物
- 天長10年（833年） 5月1日：散位頭
- 承和元年（834年） 日付不詳：左馬助
- 承和3年（836年） 日付不詳：信濃守
- 承和9年（842年） 6月15日：神祇大副。8月11日：陸奥守。日付不詳：兼左衛門佐
- 承和11年（844年） 正月7日：従五位上。日付不詳：伊予守
- 嘉祥3年（850年） 6月19日：備前守
- 仁寿元年（851年） 11月26日：正五位下
- 仁寿4年（854年） 10月9日：卒去（正五位下備前守）

## 系譜
『尊卑分脈』による。
- 父：藤原内麻呂
- 母：不詳
- 妻：紀南麻呂の娘
  - 男子：藤原良縄（814-868）
- 生母不詳の子女
  - 男子：藤原安縄
  - 男子：藤原扶縄